# کوهلر ۱۱۷۷۵
سیارک ۱۱۷۷۵ (به انگلیسی: 11775 Kohler، نامگذاری:3224T-3) یازده هزار و هفتصد و هفتاد و پنجمین سیارک کشف شده‌است که در ۱۶ اکتبر ۱۹۷۷ کشف شد.
قدر مطلق سیارک برابر ۱۰٫۷ است.